# Carlo Streit
Carlo Streit (Berna, 19 luglio 1888 – ...) è stato un calciatore svizzero, difensore dell'Inter.

## Carriera
Fece il suo esordio con l'Inter il 7 novembre 1909 contro l'Ausonia in un pareggio per 2-2, mentre la sua ultima partita fu il 14 maggio 1911 in una sconfitta per 2-1 contro la Doria. In due stagioni con i nerazzurri collezionò 23 presenze senza segnare nessuna rete.

## Statistiche

### Presenze e reti nei club
| Stagione        | Squadra         | Campionato      | Campionato | Campionato | Totale   | Totale |
| Stagione        | Squadra         | Comp            | Presenze   | Reti       | Presenze | Reti   |
| --------------- | --------------- | --------------- | ---------- | ---------- | -------- | ------ |
| 1909-1910       | Inter           | PC              | 15         | 0          | 15       | 0      |
| 1910-1911       | Inter           | PC              | 8          | 0          | 8        | 0      |
| Totale Inter    | Totale Inter    | Totale Inter    | 23         | 0          | 23       | 0      |
| Totale carriera | Totale carriera | Totale carriera | 23         | 0          | 23       | 0      |

## Palmarès

### Club
Campionato italiano: 1 
Inter:1909-1910